# Polo Sud Magnetico

La migrazione del Polo Sud Magnetico dal 1914 al 2008.

Il Polo Sud Magnetico terrestre è quel punto della superficie terrestre dove le linee del campo geomagnetico terrestre sono perpendicolari al terreno. Non va confuso con il Polo Sud Geomagnetico. Per ragioni storiche, la "fine" del campo magnetico settentrionale è chiamato Polo Nord, mentre la fine del campo magnetico meridionale Polo Sud.

## Posizione del Polo Sud Magnetico
Il Polo Sud Magnetico subisce considerevoli spostamenti in base alle mutazioni del campo magnetico terrestre. Nel 2005 è stato calcolato a 64°31′48″S 137°51′36″E,, poco al largo della terra di Wilkes in Antartide. Tale posizione si trova a nord del circolo polare antartico. A causa della migrazione dei poli, il Polo Sud Magnetico si sposta verso est di circa 10-15 chilometri l'anno. A seguito una tabella che ne riporta le recenti posizioni.

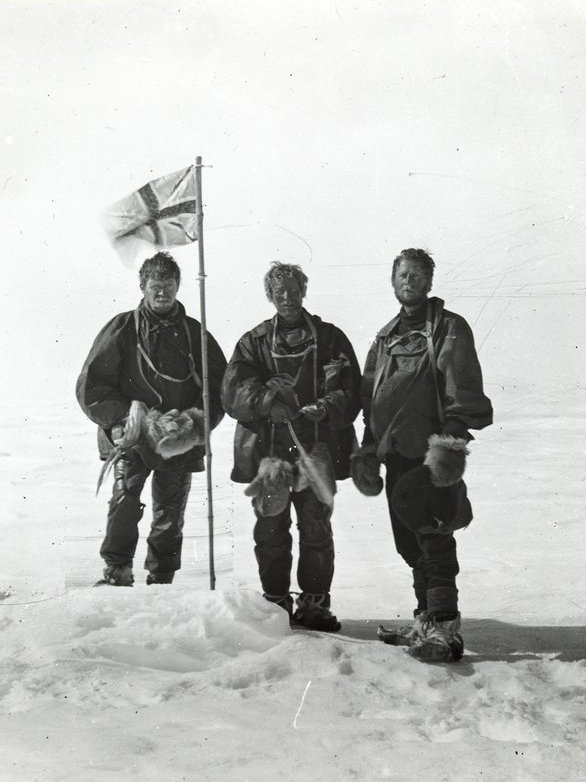
Il Northern Party della spedizione Nimrod al Polo Sud Magnetico il 17 gennaio 1909.
Da sinistra a destra: Mackay, David e Mawson.

| Polo Sud Magnetico | (1998) 64°36′S 138°30′E. | (2004 est) 63°30′S 138°00′E | (2005) 64°31′48″S 137°51′36″E |

## Spedizioni
Il 16 gennaio 1909 un gruppo di tre uomini Douglas Mawson, Edgeworth David e Alistair Mackay facente parte della spedizione Nimrod di Ernest Henry Shackleton rivendicarono di aver raggiunto il Polo Sud Magnetico, all'epoca localizzato a 72°15′S 155°16′E, nella Terra della Regina Vittoria. Vi sono però alcuni dubbi sulla corretta posizione all'epoca del Polo magnetico.